# American Superconductor
Pour les articles homonymes, voir AMSC.
American Superconductor (AMSC) est une entreprise spécialisée dans la conception et la fabrication de supraconducteurs et d'électronique de puissance pour les FACTS.
Elle est basée à Westborough dans le Massachusetts aux États-Unis d'Amérique, et est cotée sur le Nasdaq avec le code AMSC. Elle a été fondée en 1987.
Elle emploie près de trois cents personnes.

## Produits
En 2006, la firme s'est associée à Nexans et Air liquide, deux entreprises françaises, pour produire un câble de 600 mètres de long ; elle a battu un record en 2008 en commercialisant ce câble qui sera raccordé au réseau électrique de l'île de Long Island, aux États-Unis.
Composée de trois câbles triphasés alimentés en 138 kV, la ligne de 600 mètres pourra faire transiter une puissance de 574 MVA. Ce câble fonctionne avec de l'azote liquide refroidi à -196 °C. Son enveloppe cryogénique flexible est composée de deux tubes d'inox concentriques entre lesquels le vide a été fait pour les isoler thermiquement l'un de l'autre et limiter le réchauffement par l'extérieur. Conséquence de la basse température, l'âme du câble métallique se rétracte de 2 mètres à la mise en fonctionnement. Comme solution à ce problème les ingénieurs de Nexans ont conçu un système novateur de jonction terminale qui encaisse les contractions de câble et gère les différences de température des points du câble.

## Données financières
En 2006, AMSC a réalisé un chiffre d'affaires de 50,9 millions de dollars pour des pertes de 30,9 millions.

## Source
- (fr) Usine Nouvelle